# Rocca San Giovanni
Rocca San Giovanni é uma comuna italiana da região dos Abruzos, província de Chieti, com cerca de 2.352 habitantes. Estende-se por uma área de 21 km², tendo uma densidade populacional de 112 hab/km². Faz fronteira com Fossacesia, Lanciano, San Vito Chietino, Treglio.
Faz parte da rede das Aldeias mais bonitas de Itália.

## Demografia
| Variação demográfica do município entre 1861 e 2011                               |
|                                                                                   |
| Fonte: Istituto Nazionale di Statistica (ISTAT) - Elaboração gráfica da Wikipedia |